# Хвостоколы

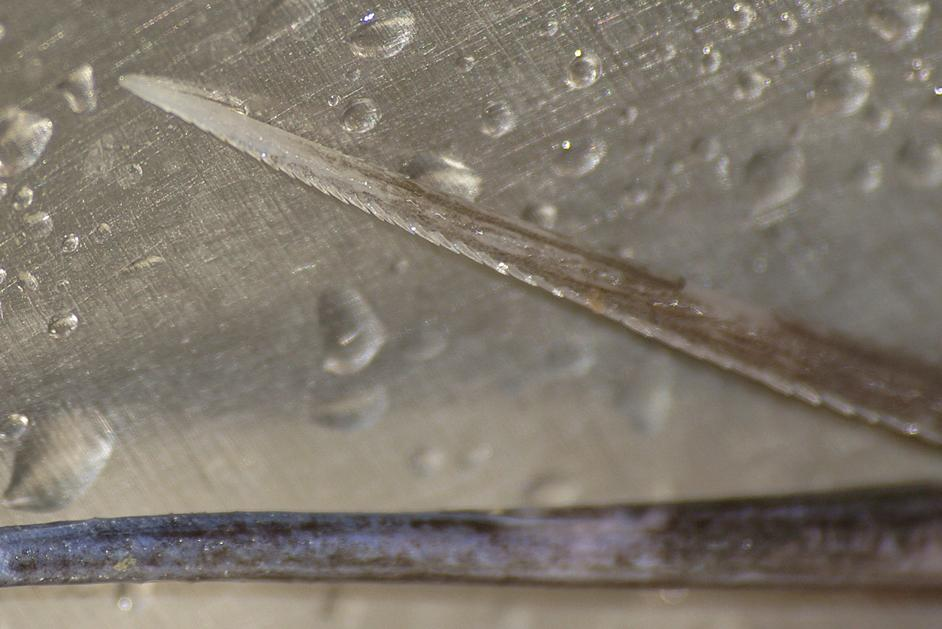
Шип и часть хвоста (внизу) ската-хвостокола

Хвостоко́лы (лат. Dasyatis) — род хрящевых рыб семейства хвостоколовых отряда хвостоколообразных надотряда скатов. Они обитают во всех тропических и субтропических морях. Ведут донный образ жизни. Встречаются в мелких прибрежных водах, заплывают в лагуны, мангровые заросли и солоноватые эстуарии рек. Размножение происходит путём яйцеживорождения. Эмбрионы развиваются в утробе матери, питаясь желтком и гистотрофом. Это довольно крупные рыбы, ширина диска достигает 2 м и более. Грудные плавники срастаются с головой, образуя ромбовидный или овальный диск. Ширина диска, как правило, более чем в 1,3 раза превосходит его длину.
Название семейства происходит от слова др.-греч. δασύς — «мохнатый», «густой».

## Описание
У хвостоколов плоское тело. Края грудных плавников срастаются с боками тела и головой, образуя диск в виде овала или ромба. Мигательная перепонка отсутствует. Спинного, анального и хвостового плавников нет. Хвост как правило намного длиннее диска, но у некоторых видов он укорочен и утолщён. На хвосте имеется как минимум один ядовитый шип. На вентральной стороне шипа или шипов имеются бороздки, соединённые с ядовитыми железами. Шип покрыт тонким слоем кожи, рудиментарной оболочкой, в которой концентрируется яд. Глаза скатов расположены сверху. Позади глаз находятся брызгальца — дыхательные отверстия жабр, необходимые для дыхания в песке. 
На вентральной стороне диска расположены ноздри, рот и пять пар жаберных щелей. Между ноздрями имеется бахромчатый кожаный лоскут. У большинства видов дно ротовой полости покрыто мясистыми отростками.
Скаты, как и другие хрящевые рыбы, являются обладателями чувствительных к электрическим полям сенсоров. Эти электрорецепторы позволяют установить местонахождение жертвы и идентифицировать её по специфическим для каждого вида электрическим полям. Зубы скатов образуют толстые пластины, способные вскрыть даже раковины.
Кожа хвостоколов гладкая, почти бархатистая на ощупь. Окраска спины тёмная, коричневатых или серых, иногда грязных тонов. Зачастую спина ската покрыта пятнами, полосами или кольцами. Брюхо светлое.

## Биология
Большую часть времени скаты-хвостоколы проводят на дне, зарывшись в грунт. Иногда они держатся в зоне прибоя, поскольку их плоское тело способно сохранять стабильное положение у дна. Рацион состоит в основном из моллюсков, червей, ракообразных и рыб. В свою очередь хвостоколовые могут стать добычей акул. С помощью своего ядовитого шипа они защищаются от хищников. Сам по себе шип неподвижен, скаты наносят удар, изгибая хвост и действуя им наподобие кнута.

### Размножение
У скатов, как и у всех хрящевых рыб, внутреннее оплодотворение. Скаты-хвостоколы яйцеживородящие. Во время спаривания самец находится сверху самки, прикусывает её за край грудного диска и вводит один из птеригоподиев в клоаку самки. Численность помёта невелика, оплодотворенные яйца развиваются в утробе матери и питаются желтком и гистотрофом. Эта богатая белком жидкость выделяется специальными выростами, расположенными на стенках матки. Пучки таких выростов проникают в брызгальца эмбрионов, и питательная жидкость попадает прямо в их пищеварительный тракт.

## Взаимодействие с человеком
Поскольку большую часть времени хвостоколовые проводят на дне, зарывшись в грунт, на них можно случайно наступить. Они потенциально опасны для человека благодаря своему ядовитому шипу, расположенному на хвосте, которым обычно пользуются не для нападения, а для защиты. Крупные скаты способны пробить кожаную обувь, не говоря об одежде. Несчастные случаи происходят, как правило, на мелководье, когда люди наступают на лежащего на дне ската. Яд, проникающий в колотую рану, очень силён. Он вызывает резкие спазмы, кровяное давление падает, начинается сильное сердцебиение, рвота, иногда случаются мышечные параличи. Возможен летальный исход. В частности, от укола в сердце погиб австралийский натуралист Стив Ирвин.
Мясо скатов-хвостоколов съедобно. Их ловят на крючок и бьют гарпуном.
В целом, состояние популяций семейства не вызывает опасений, хотя статус некоторых видов, например, Dasyatis colarensis, Dasyatis garouaensis и Dasyatis laosensis свидетельствует об угрозе.

## Классификация
К роду хвостоколов принадлежат 44 вида:
- Dasyatis acutirostra K. Nishida & Nakaya, 1988
- Dasyatis akajei J. P. Müller and Henle, 1841 — Дальневосточный хвостокол, или красный хвостокол
- Dasyatis americana Hildebrand & Schroeder, 1928 — Американский хвостокол
- Dasyatis bennetti J. P. Müller and Henle, 1841
- Dasyatis brevicaudata F. W. Hutton, 1875
- Dasyatis centroura Mitchill, 1815 — Северный колючий хвостокол
- Dasyatis chrysonota A. Smith, 1828
- Dasyatis colarensis H. R. S. Santos, U. L. Gomes & Charvet-Almeida, 2004
- Dasyatis dipterura D. S. Jordan & C. H. Gilbert, 1880 — Калифорнийский хвостокол
- Dasyatis fluviorum J. D. Ogilby, 1908
- Dasyatis garouaensis Stauch & Blanc, 1962
- Dasyatis geijskesi Boeseman, 1948
- Dasyatis gigantea Georgii Ustinovich Lindberg, 1930
- Dasyatis guttata Bloch & J. G. Schneider, 1801
- Dasyatis hastata DeKay, 1842
- Dasyatis hypostigma H. R. S. Santos & Carvalho, 2004
- Dasyatis izuensis K. Nishida & Nakaya, 1988
- Dasyatis laevigata Y. T. Chu, 1960
- Dasyatis laosensis T. R. Roberts & Karnasuta, 1987
- Dasyatis lata Garman, 1880
- Dasyatis longa Garman, 1880
- Dasyatis longicauda Last & W. T. White, 2013
- Dasyatis margarita Günther, 1870 — Гвинейский хвостокол
- Dasyatis margaritella Compagno & T. R. Roberts, 1984
- Dasyatis marianae U. L. Gomes, Rosa & Gadig, 2000
- Dasyatis marmorata Steindachner, 1892
- Dasyatis matsubarai Miyosi, 1939
- Dasyatis microps Annandale, 1908
- Dasyatis multispinosa (Tokarev, 1959)
- Dasyatis navarrae Steindachner, 1892
- Dasyatis parvonigra Last & W. T. White, 2008
- Dasyatis pastinaca Linnaeus, 1758 — Морской кот, или обыкновенный хвостокол
- Dasyatis rudis Günther, 1870
- Dasyatis sabina Lesueur, 1824
- Dasyatis say Lesueur, 1817 — Бахромчатый хвостокол
- Dasyatis sinensis Steindachner, 1892
- Dasyatis thetidis Ogilby, 1899
- Dasyatis tortonesei Capapé, 1975 — Хвостокол Тортонезе
- Dasyatis ukpam J. A. Smith, 1863
- Dasyatis ushiei D. S. Jordan & C. L. Hubbs
- Dasyatis zugei J. P. Müller and Henle, 1841 — Острорылый хвостокол